# Đình Giáp Nhất
Đình Giáp Nhất

## Vị trí
Đình Giáp Nhất nằm trên đường Trương Định (số nhà 784 và 786), P.Thịnh Liêt, Q.Hoàng Mai, TP.Hà Nội.

## Lịch sử
Đình Giáp Nhất được lập nên để thờ Hắc Y Đại Vương, ngài là quan đại thần thời Hậu Lê. Cuối thế kỷ 18, Hắc Y Đại Vương cùng 5 vị quan hộ tống đi kinh lý qua vùng đầm Sen Cổ Liệt gặp một trận lũ lớn ngập cả vùng Thanh Đàn. Ngài và 5 vị quan hộ tống không may bị đuối nước, được dân làng Ấp Bùi Tân vớt lên và lập đình thờ tại đố.
Từ cuối thế kỷ 18 đến nay, đình Giáp Nhất đã được di dời, xây mới và tu sửa 4 lần.
+ Cuối thế kỷ 18 Đình được xây dựng tại vị trí vớt được xác ngài lên (cạnh nhà cụ Nguyễn Mậu Lương ngày nay).
+ Đến đầu thế kỷ 19, năm 1807, có một thầy địa lý đến vào bảo dân làng chuyển đình ra ngoài đầu làng gần cây đa, giếng nước (là Đình Giáp Nhất hiện nay) thì dân làng mới an cư lạc nghiệp, Đinh mới đông xuất. Các cụ chức sắc và các vị đứng đầu dòng họ Nguyễn, Lê, Đinh, Bùi, Trần đã quyết định chuyển đình Giáp Nhất ra địa điểm hiện nay.
+ Đến giữa thế kỷ 19, năm 1857 đình dc dân làng tu sửa.
+ Ngày 26/12/1972, Đình Giáp Nhất  bị bom Mĩ đánh phá gần như sập hoàn toàn. Cột đình, tượng, tường xây gồm các đường nét hoa văn kiến trúc bị phá hỏng. Đồ lễ và di vật cổ như chuông đồng, trống đồng, khánh, bia, thần phả, 7 sắc phong, hoành phi, câu đối, cờ hiệu, tán lọng... đề bị mất gần hết. Đến đầu năm 1973 đình được dân làng xây dựng lại.
+ Năm 1992 đình Giáp Nhất được xây lại 3 gian Đại Bái.

## Kiến trúc, hiện vật
Đình Giáp Nhất sau trận bom năm 1972 bị tàn phá nặng nề nên đến năm 1973 được dân làng xây mới lại hoàn toàn. Các đồ vật cổ gần như mất hết chỉ tìm được 1 chuông đồng, 1 đỉnh đồng, 1 mâm bồng bằng đồng, 24 cây nến đồng cổ và một số đạo sắc phong do cụ Trần Văn Gia cất giữ

## Lễ hội
Hằng năm đến 14/02 âm lịch là lễ cầu phước cửa nhân dân đình Giáp Nhất